# Forever Live
Forever Live – album koncertowy brytyjskiego, neoprogresywnego zespołu IQ wydany na 2 płytach CD, oraz na wideo.

## Spis utworów

### WersjaCD

#### Płyta pierwsza
1. The Wake – 5:11
2. The Darkest Hour – 10:28
3. Widow's Peak – 9:33
4. Out Of Nowhere – 5:17
5. Nostalgia/Falling Apart The Seams – 10:50
6. The Last Human Gateway (część środkowa) – 4:07
7. Fading Senses – 6:55

#### Płyta druga
1. The Thousand Days – 4:21
2. Leap Of Faith – 7:09
3. Human Nature – 10:10
4. The Enemy Smacks – 15:59
5. Headlong – 7:40
6. The Last Human Gateway (część końcowa) – 8:01
7. No Love Lost – 5:52

### Wersja VHS/DVD
1. The Wake – 5:11
2. The Darkest Hour – 10:28
3. Widow's Peak – 9:33
4. Out Of Nowhere – 5:17
5. Nostalgia/Falling Apart The Seams – 10:50
6. The Last Human Gateway (część środkowa) – 4:07
7. Fading Senses – 6:55
8. The Thousand Days – 4:21
9. Leap Of Faith – 7:09
10. Human Nature – 10:10
11. The Enemy Smacks – 15:59
12. Headlong – 7:40
13. The Last Human Gateway (część końcowa) – 8:01
14. No Love Lost – 5:52

## Skład zespołu
- Peter Nicholls – wokal prowadzący
- Martin Orford – instrumenty klawiszowe, flet, wokal wspierający
- Mike Holmes – gitary
- John Jowitt – gitara basowa, wokal wspierający
- Paul Cook – perkusja